# Gymnasium Lohbrügge
Das Gymnasium Lohbrügge ist ein staatliches Gymnasium im Hamburger Stadtteil Lohbrügge, das 1968 gegründet wurde. Das Gymnasium wird mit fünf bis sechs Zügen geführt, was Schülerzahlen von über 1000 entspricht.

## Geschichte

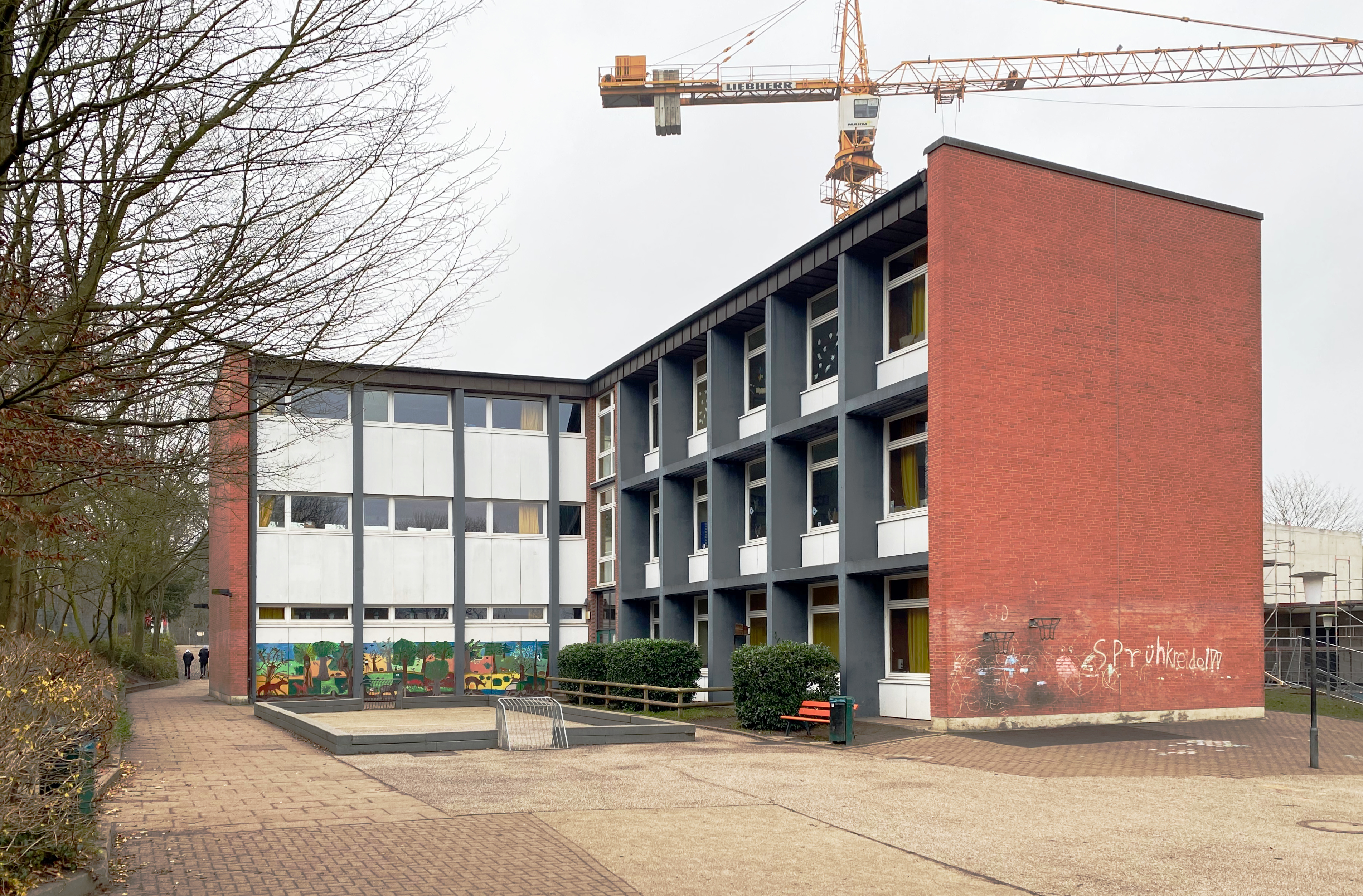
Kreuzbau der Schule Sander Straße in Hamburg-Bergedorf, Standort des Gymnasiums Lohbrügge von 1967 bis 1970

Das Gymnasium wurde gegründet, um den Schulbedarf der ab 1960 erbauten Großwohnsiedlung Lohbrügge-Nord abzudecken. Nach steigender Kritik an fehlenden weiterführenden Schulen sollte das Gymnasium zu 1966 oder 1967 den Schulbetrieb aufnehmen, vorerst in Räumen bereits bestehender Volksschulen.
Die Bauten für das Gymnasium am Binnenfeldredder wurden ab 1966 nach Serienentwürfen des Hamburger Hochbauamtes geplant. 1967 gilt als das offizielle Gründungsjahr des Gymnasiums, von 1967 bis 1970 fand der Unterricht in den Räumen der Schule Sander Straße statt. Erst 1969 wurde der Grundstein am Binnenfeldredder gelegt. Nach einer weiteren Zwischenstation in Pavillons an der Leuschnerstraße zog das Gymnasium 1971 in die Neubauten am Binnenfeldredder ein. Ab 1973 wurden die Schulgebäude um Fachhaustrakt und Haus 6 erweitert. Von 1973 bis 1974 wurde die Dreifeld-Sporthalle gebaut.

## Standort und Architektur
Das Gymnasium hat einen Standort am Binnenfeldredder in Hamburg-Lohbrügge, der teilweise gemeinsam mit der Stadtteilschule Lohbrügge genutzt wird. Bis 2021 wurde zusätzlich der Schulstandort An der Twiete genutzt, den das Gymnasium nach Fertigstellung der Neubauten am Binnenfeldredder abgeben konnte.
Das Schulgelände des Gymnasiums befindet sich nördlich der Straße Binnenfeldredder und wird westlich vom Bornmühlenbach und der Stadtteilschule Lohbrügge begrenzt. Nördlich schließen sich Parkanlagen an („Grünes Zentrum Lohbrügge“) und östlich liegt die Wilhelm-Lindemann-Sportanlage. 
Ursprünglich gab es an diesem Standort 17 kleinteilige Pavillonbauten (Wabenbauten, Riegel vom Typ-65) für Gymnasium und Stadtteilschule, die im Zuge des Neubaus abgerissen wurden. Ersetzt wurden diese Altbauten durch drei große, freistehende Neubauten: Gymnasium und Stadtteilschule erhielten je ein dreigeschossiges Klassenhaus, das dritte Gebäude („Forum“) teilen sich beide Schulen. Im Klassenhaus des Gymnasiums ist die Stufe 5 bis 8 untergebracht, in den Obergeschossen des Forum die Klassen 9 bis 12. Die nicht abgerissenen Bestandsbauten (Fachtrakte und Dreifeld-Sporthalle) wurden saniert. Die Neubauten des ersten Bauabschnitts wurden 2016 bezogen, der zweite Bauabschnitt 2021.

## Schulprofil
Das Einzugsgebiet des Gymnasiums umfasst im Wesentlichen die Stadtteile Lohbrügge, Neuallermöhe und Billstedt. Aus dem benachbarten Stadtteil Bergedorf besuchen vergleichsweise wenige Schüler das Gymnasium. Bei der Erhebung des Sozialindex für Hamburger Schulen 2021 wurde für das Gymnasium Lohbrügge auf einer Skala von 1 (nachteilige Voraussetzungen der Schülerschaft, höchster Förderbedarf) bis 6 (beste Voraussetzungen, kein Förderbedarf) ein Sozialindex von 4 errechnet. Im Schuljahr 2016/17 hatten etwa 41 % der Schüler am Gymnasium Lohbrügge einen Migrationshintergrund, etwas mehr als der Durchschnitt der Hamburger Gymnasien.
Seit 1998 hat das Gymnasium einen bilingualen Zug, in dem verschiedene Fächer auf Englisch unterrichtet werden.

## Bekannte Absolventen
- Frank Appel (* 1961), von 2008 bis 2023 Vorstandsvorsitzender der Deutschen Post AG (Abitur 1981 am Gymnasium Lohbrügge)
- Nicolaj Siggelkow (* 1970), VWL-Professor an der Wharton School (Abitur 1990 am Gymnasium Lohbrügge)[13]